# Prawo do życia
Prawo do życia – najważniejsze, nadrzędne prawo istoty ludzkiej, zgodnie z którym każdy człowiek ma prawo żyć i nikt nie może samowolnie pozbawiać życia innego człowieka. Prawo to jest gwarantowane przez Powszechną Deklarację Praw Człowieka oraz wiele aktów prawa międzynarodowego i prawa państwowego.

## Zakres obowiązywania
Prawo do życia obejmuje ochronę życia każdego człowieka, także w zakresie stosowania kary śmierci. Zgodnie z Powszechną Deklaracją Praw Człowieka jest prawem przyrodzonym.

### Aborcja
Pojęcie prawa do życia jest powiązane z dyskutowanym przez etyków pojęciem osoby ludzkiej, która może być różnie definiowana, zwłaszcza w kwestii aborcji. Za początek istnienia osoby ludzkiej może być też uznawany 14 dzień istnienia embrionu, moment w którym kobieta może odczuwać ruch płodu co wiąże się z powstaniem więzi emocjonalnej (około 12-20 tydzień ciąży), początek funkcjonowania mózgu i związany z tym początek doświadczeń zmysłowych (około 20-24 tydzień ciąży), moment w którym możliwe jest utrzymanie przy życiu wcześniaka (około 20-22 tydzień ciąży). Szczegółowe regulacje prawne uznają za początek przysługiwania praw narodziny. Europejska Komisja Praw Człowieka stwierdziła, że we wczesnym stadium płodu aborcja jest dozwolona, jeżeli istnieje konieczność ochrony życia i zdrowia kobiety, nie zajmując jednoznacznego stanowiska w kwestii aborcji w innych przypadkach.
Tradycja religii katolickiej za początek istnienia osoby ludzkiej uznaje uduchowienie "hominizacja", co według św. Tomasza z Akwinu ma miejsce 40 dni od poczęcia u chłopców i 90 dniu u dziewcząt. Współcześnie Kościół rzymskokatolicki za początek istnienia osoby ludzkiej uznaje moment poczęcia i dlatego domaga się prawa do życia od poczęcia do naturalnej śmierci.

### Eutanazja
Dyskutowane jest także prawo do życia w kontekście wspomaganego samobójstwa. Według niektórych interpretacji prawo do życia oznacza także prawo do decyzji o jego zakończeniu. W Indiach Sąd Najwyższy uznał, że prawo do życia nie obejmuje prawa do śmierci.

### Prawa zwierząt
Z zasady uniwersalności etycy wyciągają również wniosek, że prawo do życia przysługuje także zwierzętom. Prawo do życia dla zwierząt nie zostało powszechnie zaakceptowane.

## Historia
Nienaruszalność i oczywistość prawa do życia uznano w roku 1776 w Deklaracji Niepodległości Stanów Zjednoczonych. W roku 1948 Zgromadzenie Ogólne ONZ uchwaliło Powszechną Deklarację Praw Człowieka, w której w artykule 3 znalazł się zapis Każdy człowiek ma prawo do życia, wolności i bezpieczeństwa swej osoby. Rada Europy w roku 1950 uchwaliła Europejską konwencję praw człowieka, która trzy lata później weszła w życie. Artykuł 2 Katalogu praw i wolności zawiera prawo do życia. Pierwotny tekst konwencji dopuszczał pozbawienie życia w wyniku skazania na karę śmierci. Protokół 13 z 2002 roku zakazuje stosowania kary śmierci nawet w czasie wojny. Pozbawienie życia może nastąpić podczas obrony przed przemocą oraz zgodnego z prawem zatrzymania lub uniemożliwienia ucieczki i zgodnych z prawem działań zmierzających do stłumienia zamieszek lub powstania. W roku 1966 prawo do życia zostało szczegółowo opisane w artykule 6 Międzynarodowego Paktu Praw Obywatelskich i Politycznych. Zgodnie z traktatem kara śmierci może być stosowana, jeżeli została orzeczona przez właściwy sąd. Prawo do życia zostało także zagwarantowane w sekcji 7 Kanadyjskiej Karty Praw i Swobód z roku 1982.